# Sarah Calburn
Sarah Katherine Calburn, kurz Sarah Calburn genannt, (geboren am 10. Mai 1964 in Johannesburg) ist eine südafrikanische Architektin.

## Leben

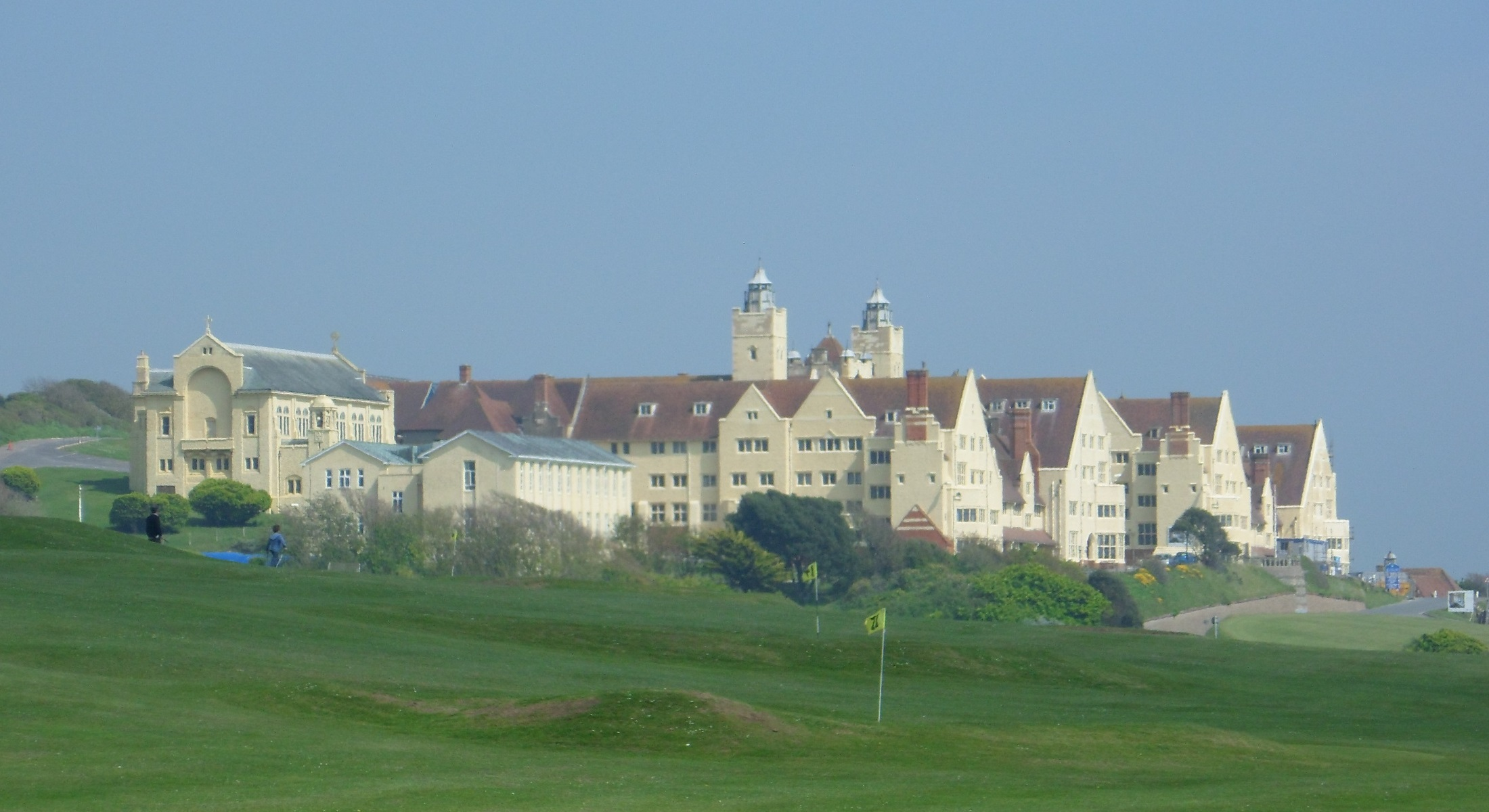
Roedean School

### Ausbildung und Berufseinstieg
Sarah Calburn besuchte die traditionsreiche Roedean School, eine konfessionelle Privatschule, die Mädchen auf eine universitäre Ausbildung vorbereitet. Ihre Mutter war ausgebildete, aber nicht praktizierende Architektin. Sie selbst studierte ab 1981 Architektur an der Witwatersrand-Universität und schloss ihr Studium 1987 mit Auszeichnung ab. Calburn arbeitete anschließend als Architektin in Paris, Hongkong, Sydney und Melbourne. Sie studierte schließlich Architektur am Royal Melbourne Institute of Technology (RMIT) in Australien, wo sie 1996 mit dem Master abschloss.

### Sarah Calburn Architects
Zurück in Südafrika gründete Calburn das Architekturbüro Sarah Calburn Architects in Johannesburg. Das Team aus vier Mitarbeitern arbeitet nach den Leitlinien: laterales Denken, räumliche Intelligenz, Einfallsreichtum und Kreativität, ungewöhnliche Lösungen. Neben zahlreichen Wohnbauprojekten entwarf Calburn auch einige Projekte für den künstlerischen Sektor, wie den Umbau eines Vorstadthauses in die Gallery Momo in Johannesburg, einer Galerie für zeitgenössische Kunst.
Das Little Cliff House wurde für einen bekannten Künstler und seine Familie erbaut. Es steht auf einer kleinen Felsenklippe, wo zwei nach drei Seiten offene Betonkästen übereinander auf Stahlsäulen ruhen. Die offenen Seiten sind ringsum mit einer Glasfassade verbunden. Der Hauptwohnbereich befindet sich im oberen Stockwerk zwischen den Baumwipfeln.
Als Calburn den Auftrag von der Roedean School erhielt, einen Anbau für das Centre for Mathematics Excellence zu entwerfen, plante sie, Alt und Neu so zu verbinden, dass die historischen Gebäude nicht ins Hintertreffen geraten. So wurde zwischen zwei bestehenden Häusern eine Ebene über dem Treppenaufgang ergänzt und mit einer Glasfront zu den berühmten Gärten der Schule versehen.
Mit dem Cocoon House entwarf Calburn ein Wohnhaus für eine alleinstehende Frau. Das Gebäude umgibt einen ovalen Hof und Grünpflanzen. Es bietet damit Schutz nach außen und bringt dennoch Licht und Natur in das Wohnhaus. Dabei hat sich Calburn nach eigenen Angaben an einem indischen Haveli orientiert, wo ebenfalls das Parterre für Alltagsverrichtungen genutzt wird und sich im ersten Stock die privaten Rückzugsräume befinden.
Ein wichtiger Aspekt ihrer Arbeit ist die Einbindung eines Gebäudes, sei es in eine städtische oder eine ländliche Umgebung, so dass Gebäude und Umgebung miteinander in Kommunikation treten können.

„Wenn ich Architektur definieren sollte, würde ich Folgendes sagen: Architektur ist nicht das "Einschließen von Raum", sondern immer auch das bewusste und kritische "Öffnen von Raum".“

### Engagement und Lehrtätigkeiten
Calburn ist Vorstandsmitglied des Gauteng Institute for Architecture (GIFA) und war Programmdirektorin der ArchitectureZA 2010, der ersten südafrikanischen Architekturbiennale, die die kreative Stadtentwicklung von Johannesburg zum Thema hatte.
Calburn unterrichtete an der Witwatersrand-Universität, der Universität Kapstadt und der RMIT University in Melbourne.

## Projekte und Auszeichnungen
Im Dezember 2010 gewann Sarah Calburn zusammen mit dem Architekten Dustin A. Tusnovics den dritten Preis beim urbaninform Competition in Zürich für ihr Projekt „Taking the Gap“. Die Jury lobte das starke Design des Projekts und bezeichnete es als eine wichtige Initiative für den sozialen Wohnungsbau in Südafrika.
Eine Auswahl von Projekten mit den jeweiligen Auszeichnungen:
- 1999: House on Fire, Veranstaltungsräume, Restaurant und Läden für Justin Thorne's Washa Umkhukhu (House on Fire), Malkerns, Swasiland.[10]
- 2001: Brunda House.[11] 2002: Goldpreis der Timber Frame Builders Association in Südafrika (TFBA) (Vereinigung der Holzrahmenbauunternehmen).
- 2002: Lambrechts House. 2002: Bronzepreis der Timber Frame Builders Association in Südafrika (TFBA).
- 2002: Krynauw House. 2002: Silberpreis der Timber Frame Builders Association in Südafrika (TFBA).
- 2002: Vredehoek Lofts, Wohnhaus in Johannesburg.[12] 2002: Gewinner in der Kategorie Innenraum beim Dulux Colour Award.
- 2006: Little Cliff House, Craighall Park, Johannesburg, Südafrika.[13] 2007: Regionaler Preis für herausragende Architektureispiele des Gauteng Institute for Architecture.
- 2007: Boutique für den britischen Designer Paul Smith in Johannesburg. Umbau eines vorhandenen Wohnhauses.[14][15]
- 2007: Fynbos House, Betty’s Bay, Westkap.[16][17] 2007: Architekturpreis des Cape Institute of Architects; 2008: Ehrenpreis des South African Institute of Architects.
- 2010: Taking the gap, Pavillon auf der ArchitectureZA in Johannesburg.[18]
- 2011: Cocoon House, Illovo, Johannesburg.[19]
- 2012: 12 Bar, temporäre Bar für die FNB Kunstmesse 2012 in Johannesburg.[20]
- 2013: Centre for Mathematics Excellence an der Roedean School in Houghton Estate, Südafrika.[21][22][23]
- 2018: Gallery Momo, Umbau eines Vorstadthauses in eine Galerie in Parktown North, Johannesburg.[24][25]
- 2020: Container House, Wohnhaus in Johannesburg, dessen oberer Stock auf eine Garage aufgesetzt aus Schiffscontainern zusammengesetzt wurde.[26]

## Veröffentlichungen
- Four a propos-itions. Dissertation. RMIT University, Victoria 1996, OCLC 916999129 (englisch).
- Fynbos House. Western Cape, Südafrika 2005, 5862691853 (englisch).
- Little Cliff House, Craighall Park, Johannesburg. In: Digest of South African Architecture. Band 11, 2006, 5857004647, S. 100–101 (englisch).
- Fynbos House, Betty's Bay, Western Cape. In: Digest of South African Architecture. Band 11, 2006, 5856905295, S. 102–105 (englisch).
- "Honest" homes from local architect. In: Concrete Trends. Band 9, Nr. 2, 1. Mai 2006, 5858919106, S. 8–9 (englisch).
- Gesprek: hand en land (Gespräch: Hand und Land). In: Visi. Nr. 30, April 2007, 5864288945, S. 82–89 (Afrikaans).
- Sowing the seeds. In: House and Leisure. Oktober 2009, 5856910136, S. 42–43 (englisch).